# Achille (1803)
El Achille fue un navío de línea francés de 78 cañones construido en Rochefort en 1803 siguiendo los planes del ingeniero naval Jacques-Noël Sané.

## Historia
Al mando del capitán Louis Gabriel Deniéport, el Achille navegó a la vanguardia de la flota francesa el 20 de octubre de 1805, en el inicio de la Batalla de Trafalgar y fue el primer barco de la armada franco-española en divisar a la flota inglesa alrededor de las 18:00 horas.
Al día siguiente, en la batalla, la armada franco-española viró para formar una línea de batalla quedando el Achille a la retaguardia de la línea. Cuando se entabló el combate, se unió a los navíos Aigle, Neptune y Fougueux para atacar al segundo barco británico de la línea de sotavento, el Belleisle. El navío inglés fue rápidamente desarbolado quedando incapacitado para maniobrar y luchar, aun así, defendieron el barco durante 45 minutos hasta que otro barco británico acudió en su ayuda.
Como el barco español San Ildefonso se rindió al Defence, Deniéport con el Achille aprovechó un poco de viento para intentar tapar la línea. Fue entonces cuando el barco francés se encontró atrapado entre el Defiance y el Dreadnought perdiendo todo su aparejo excepto las velas más bajas. A las 13:00 horas, falleció el oficial Ensign Arley y alrededor de las 13:30 cayó el primer oficial, Montalembert. El capitán Deniéport perdió parte de su pierna a las 14:30 y murió poco después tras negarse a abandonar su puesto. Con la mayoría de los oficiales fuera de combate, el mando pasó a Ensign Jouan quien murió a los 15 minutos y fue reemplazado por Ensign Cauchard.
A esas alturas, el Achille comenzaba a hundirse lentamente, pero todavía se las arregló para tumbar el palo mayor y el trinquete del buque inglés Dreadnought. A las 16:00 horas, el barco británico Prince se unió al combate y después de 15 minutos la cofa de  trinquete del Achille ardía. La siguiente andanada que lo alcanzó cortó el ardiente mástil por la mitad cayendo sobre cubierta e inmediatamente el barco se vio envuelto en llamas. Sabiendo que el destino de su oponente estaba sellado, el capitán del Prince cesó el fuego y navegó alrededor del Achille para comprobar que todo estaba despejado, fue entonces cuando arrojó botes salvavidas al agua para recoger a la marinería francesa que, con la cubierta en llamas, comenzó a abandonar el barco. Se rescataron 158 supervivientes. El fuego, de repente, alcanzó la santabárbara y el navío voló espectacularmente por los aires a las 17:45 horas hundiéndose rápidamente y llevándose consigo a 480 almas entre oficiales y marinería.
Un oficial británico que servía en el Defence escribió:

Fue un resplandor tan grande y poderoso como se pueda concebir. En un momento el casco se vio envuelto en una nube de humo y fuego. Una columna de poderosas llamas se elevaron a una altura enorme en la atmósfera acabando por expandirse en un globo inmenso que, por unos pocos segundos, se asemejó a un grandioso árbol en llamas moteado de oscuras manchas  provocadas por  pedazos de maderas y cuerpos humanos que durante unos instantes permanecieron suspendidos en la nube.

La explosión del Achille y su fuerte resplandor marcó el final de la batalla.

## Achille en el arte
El Achille aparece en llamas en el cuadro La Batalla de Trafalgar de Joseph Mallord William Turner.
Una exacto modelo a escala 1/33 se expone en el Museo de la Marina de París. (Imagen cabecera)
El rescate después de la explosión de un miembro femenino de la tripulación del Achille llamada Jeannette, fue la inspiración para el grabado en color: "Anécdota de la Batalla de Trafalgar". El grabado fue realizado por M Dubourg y coloreado por William Heath.

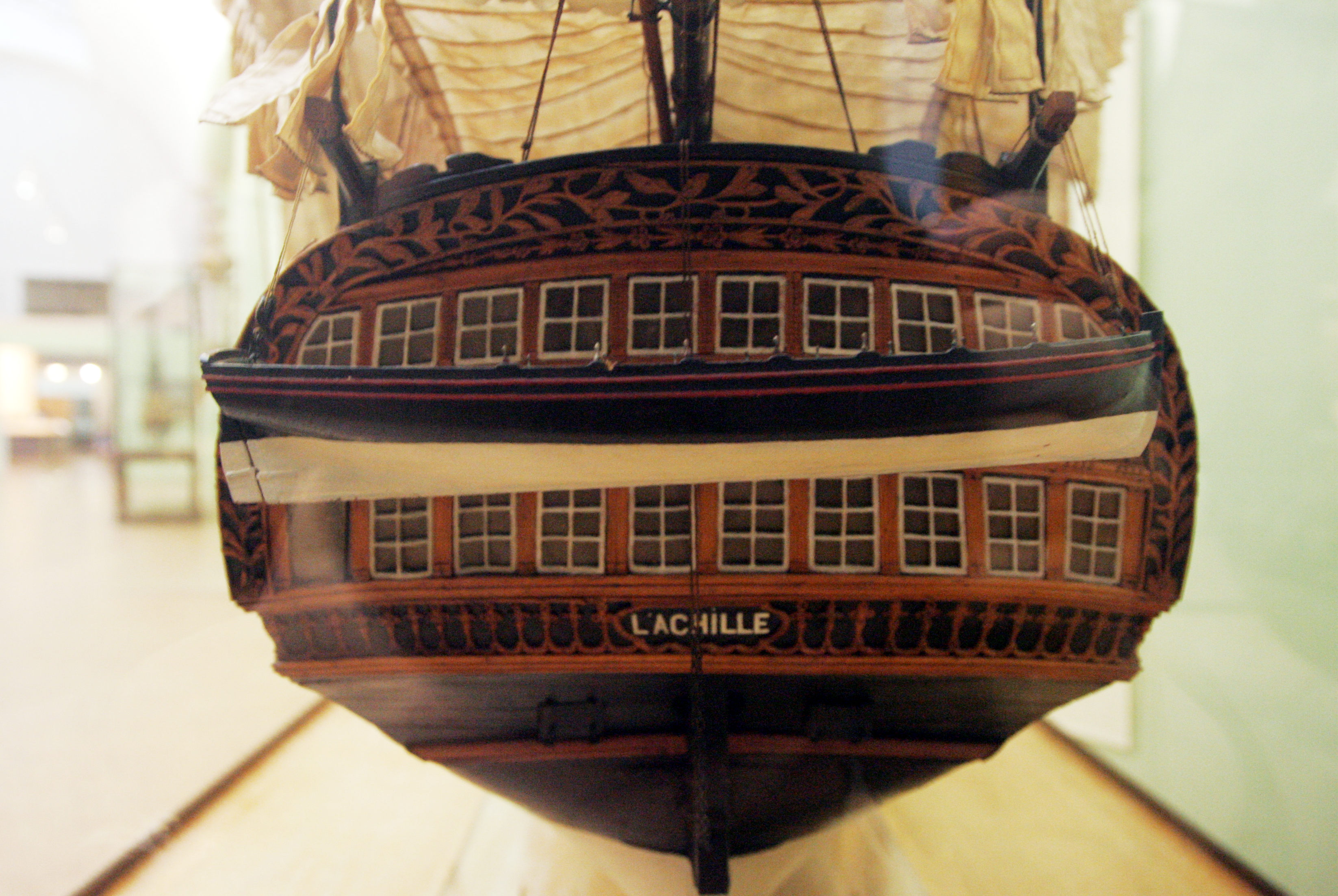
Popa
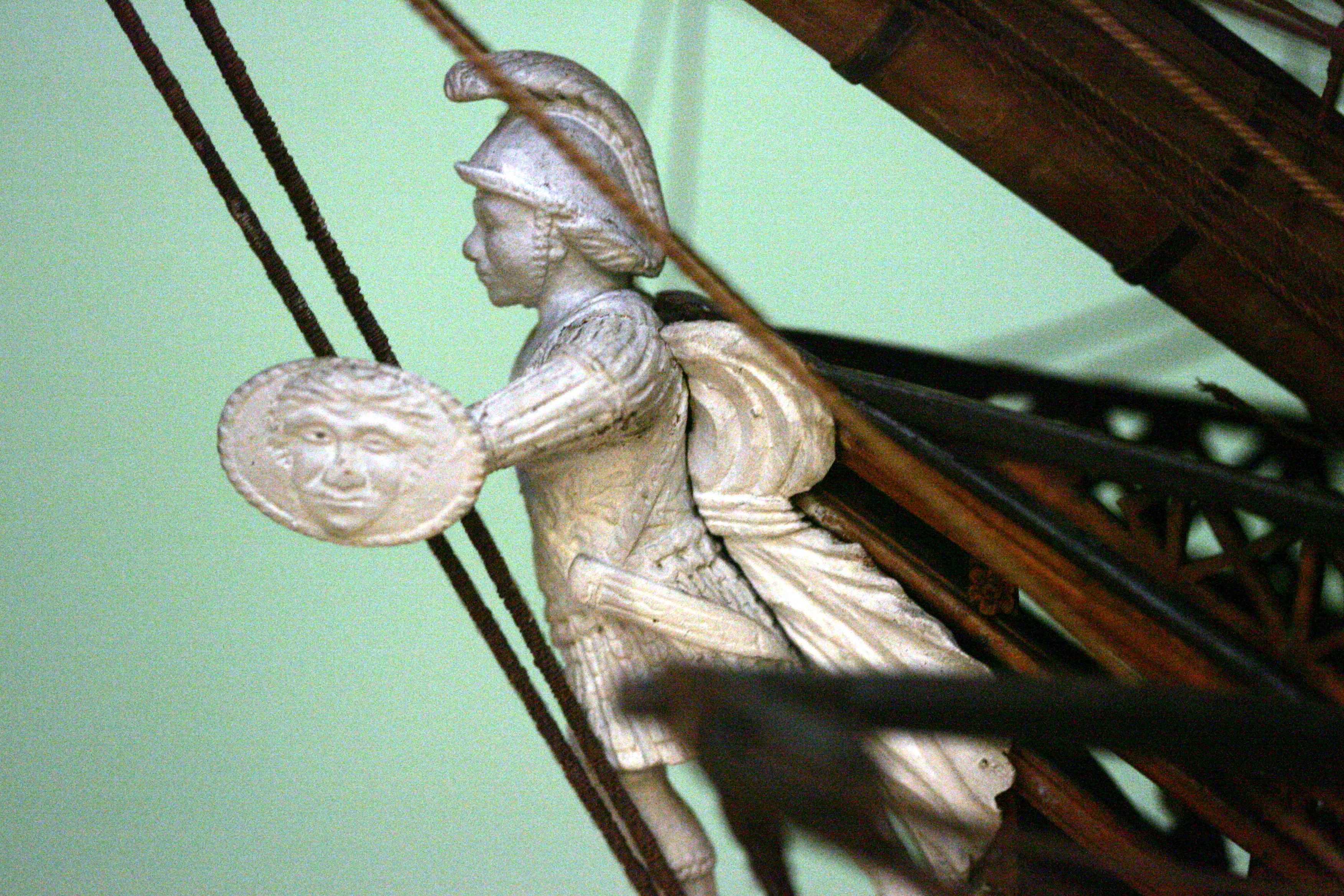
Mascarón de proa
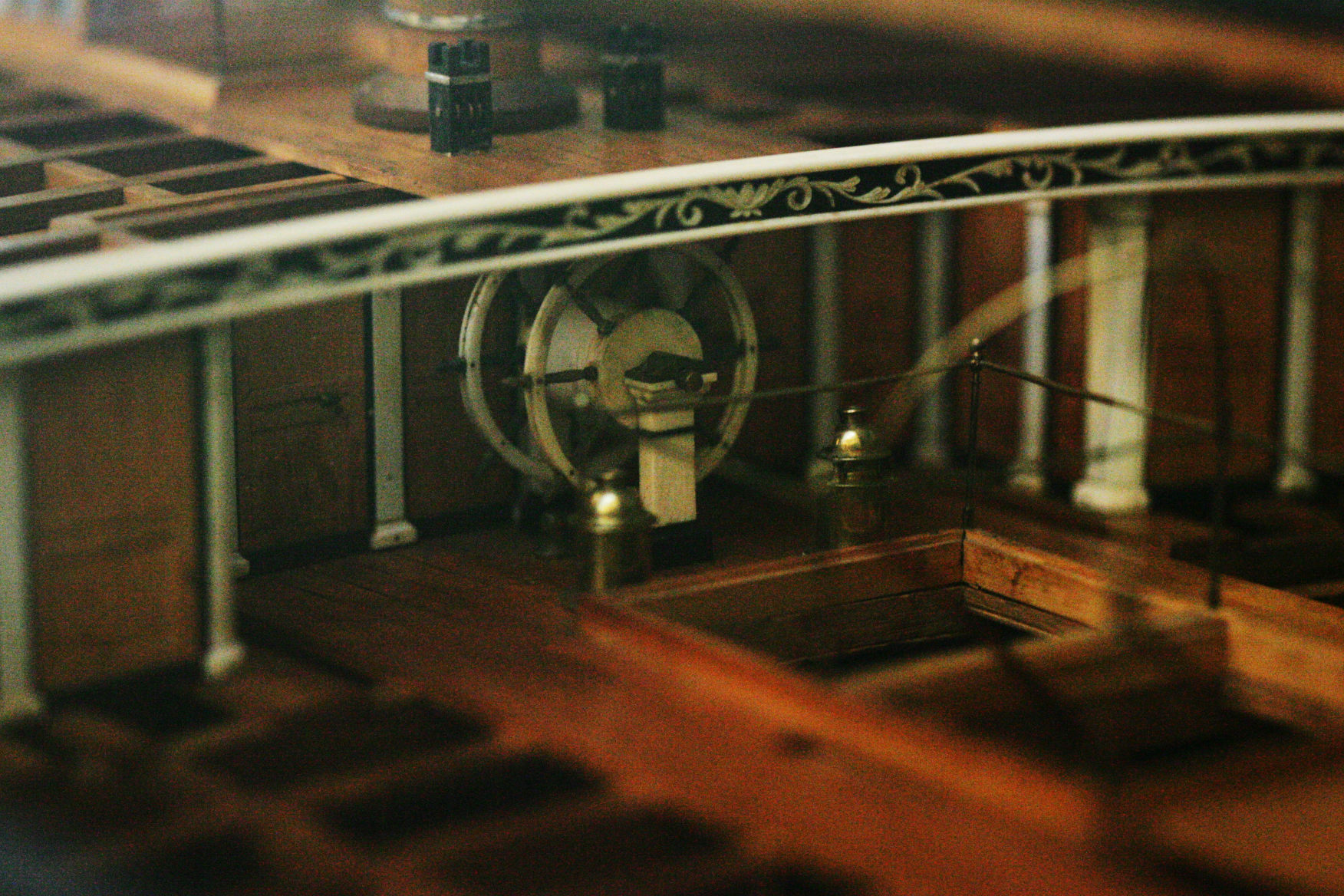
Rueda de timón
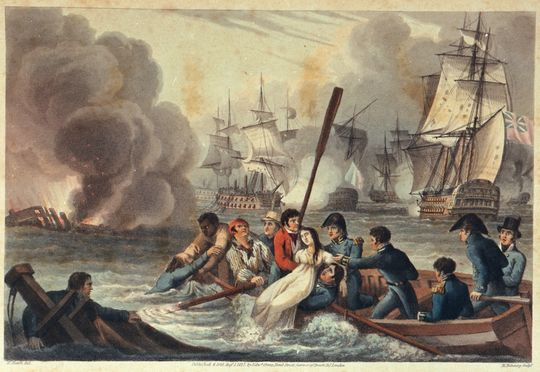
Anécdota en la Batalla de Trafalgar
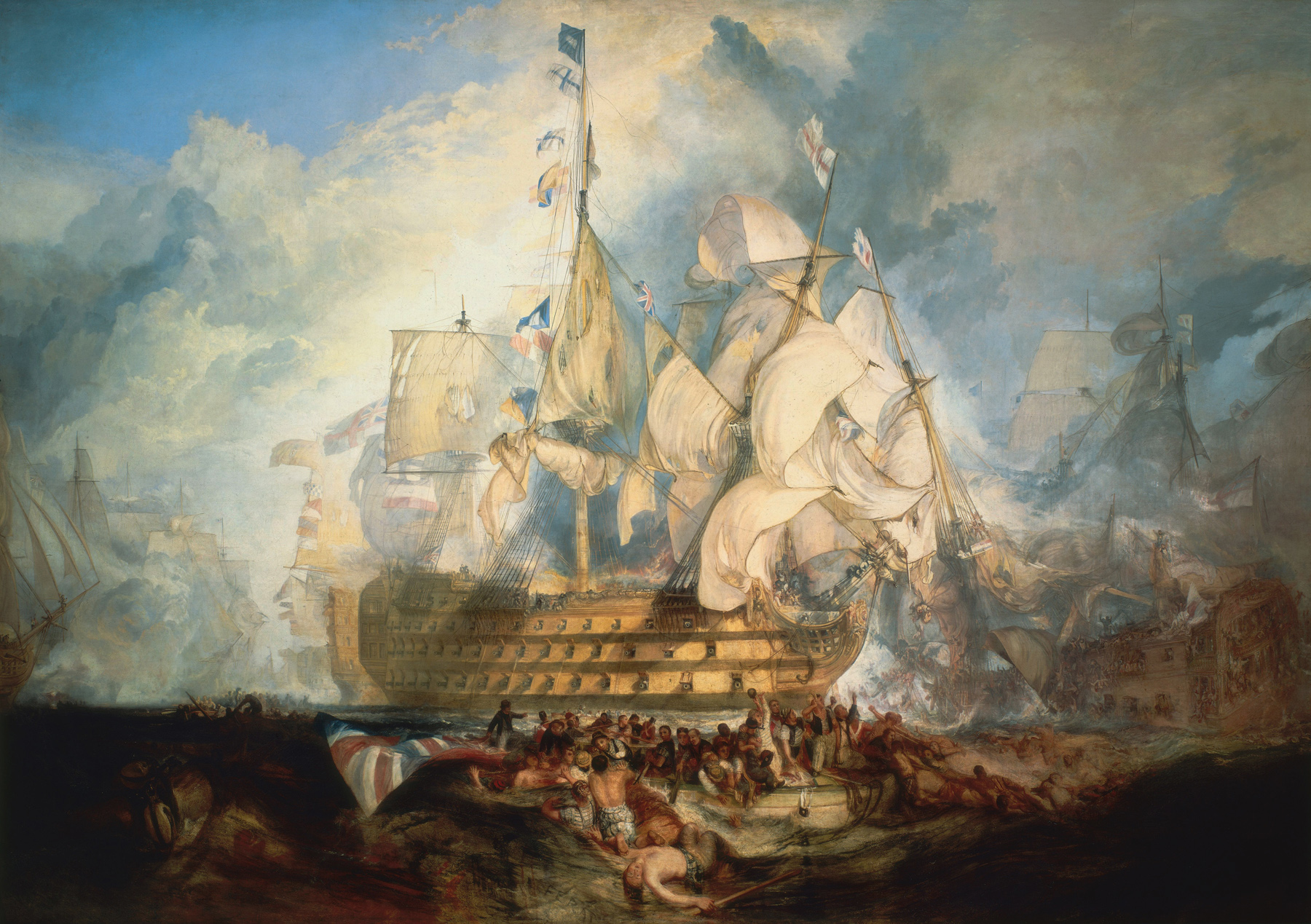
La Batalla de Trafalgar de William Turner.